# Microsoft Flight Simulator
Microsoft Flight Simulator este un simulator de zbor pentru PC pentru Microsoft Windows, promovat și deseori văzut ca un joc video.
Unul din cele mai vechi, cunoscute și cuprinzătoare serii de simulatoare de zbor pentru PC, Microsoft Flight Simulator a fost un produs timpuriu în portofoliul Microsoft -
diferit de celelalte programe, majoritatea fiind orientate înspre afaceri - depășind Windows cu trei ani.
Bruce Artwick a produs primul program Flight Simulator în anul 1977, iar compania sa, subLOGIC, l-a vândut pentru diferite PC-uri. În 1982 compania lui Artwick a licențiat Microsoft-ului o versiune de Flight Simulator pentru IBM PC, care a fost promovat ca Microsoft Flight Simulator 1.00. Directorul Microsoft, Bill Gates era fascinat de opera lui Antoine_de_Saint-Exupéry Zborul de Noapte (Vol de Nuit-1931), care descria în detaliu senzația zborului avioanelor mici.

## Istorie
Microsoft Flight Simulator și-a început viața ca un set de articole de grafică scrise de Bruce Artwick în 1976 despre un program de grafică 3D. Când editorul revistei i-a spus că abonații vor să cumpere programul, Bruce Artwick a înființat compania subLOGIC Corp. în 1977 și a început să vândă simulatoare de zbor pentru calculatoare 8080 cum ar fi Altair 8800 și IMSAI8080. În 1979 subLOGIC a lansat FS1 Flight Simulator pentru Apple II. În 1980 subLOGIC a lansat o versiune pentru Tandty TRS-80, iar în 1982 a licențiat o versiune pentru IBM PC cu grafică CGA pentru Microsoft, care a fost lansată sub numele de Microsoft Flight Simulator 1.00. subLOGIC a continuat să dezvolte produsul și pentru alte platforme, iar Flight Simulator II a fost lansat pentru Apple II în 1983, la Commodore 64, MSX și Atari 800 în 1984, și la Commodore Amiga și Atari ST în 1986. Între timp, Bruce Artwick a părăsit subLOGIC pentru a înființa Bruce Artwick Organisation pentru a lucra la Microsoft pentru versiunile ulterioare, începând cu Microsoft Flight Simulator 3.00 în 1988. Microsoft Flight Simulator a ajuns la maturitate comercială cu versiunea 3.1, unde a început să folosească grafica 3D și accelerare grafică, devenind un produs de primă mână.
Microsoft a produs constant noi versiuni ale simulatorului, adăugând noi caracteristici cum ar fi noi tipuri de aeronave și peisaj mai detaliat. Ediția Profesională (Professional Edition) a fost lansată cu versiunile 2000 și 2002, care includea mai multe aeronave, utilitare și peisaje mai detaliate decât versiunea normală, formatul fiind abandonat cu versiunea 2004(versiunea 9), care revenise la formatul de single-edition și a marcat 100 de ani de zbor cu propulsie, iar Flight Simulator X a revenit la formatul cu ediție dublă cu "Standard Edition" și "Deluxe Edition".
Cele mai recente versiuni ale acestui simulator, MS Flight Simulator 2004 și noul MS Flight Simulator X au atra piloți veterani, viitori piloți și chiar oameni care cândva au visat să fie piloți. Fiind mai mult un mediu virtual foarte captivant decât un simplu joc, este uneori frustrant, complex și dificil din cauza nivelului mare de realism, dar poate fi și meritoriu pentru un flightsimmer priceput. Suprafața pe care se poate zbura cuprinde întreaga lume, cu diferite nivele de detaliu, incluzând 20,000 de aeroporturi. Decoruri individual-detaliate se pot găsi reprezentând marile monumente și o un număr în continuă creștere de orașe și metropole. Detaliile peisajelor sun mărunte și departe de centrele populate și în special în afara SUA, deși o varietate de site-uri oferă add-on-uri cu peisaje(comerciale și gratuite) și decoruri pentru a remedia această problemă.
Ultimele două versiuni includ o simulare meteorologică complexă și sofisticată, cu abilitatea de a descărca de pe internet date meteo în timp real, un mediu aerian inclusiv trafic de control aerian interactiv (deși seriile MSFS nu au fost primele care să includă așa ceva), aeronave cu care poate zbura utilizatorul de la istoricul Douglas DC-3 până la la Boeing 777 și un mare număr de resurse incluzând lecții interactive și provocări, și checklists (liste cu sarcini pentru avioane). 

## Versiuni Lansate
- 1982 - Flight Simulator 1.0
- 1984 - Flight Simulator 2.0
- 1988 - Flight Simulator 3.0
- 1989 - Flight Simulator 4.0
- 1993 - Flight Simulator 5.0
- 1995 - Flight Simulator 5.1
- 1996 - Flight Simulator 95
- 1997 - Flight Simulator 98
- 1999 - Flight Simulator 2000
- 2001 - Flight Simulator 2002
- 2003 - Flight Simulator 2004
- 2006 - Flight Simulator X
- 2020 - Flight Simulator 2020

## Flight Simulator X
Flight Simulator X este cea mai recentă versiune a seriei Microsoft Flight Simulator. Include o îmbunătățire a graficii, la fel si compatibilitate cu DirectX 10 si cu tehnologia Windows Vista.
Revista PC Gamer a anunțat eronat în ediția din Ianuarie 2006 că Microsoft Flight Simulator X va fi lansat în Februarie 2006. Știrea a fost prematură și Microsoft a corectat această informație în declarații de presă ulterioare. Data actuală de lansare a fost 17 octombrie 2006 în SUA. Există două versiuni ale jocului, ambele pe câte două DVD-uri. Versiunea Deluxe contine noul sistem Garmin G1000 de instrumente de bord în 3 carlingi, aeronave adiționale în flotă, capabilitate de turn de control (numai în multiplayer), mai multe misiuni, mai multe orașe și aeroporturi în detaliu, și un pachet de SDK pentru producerea și dezvoltarea add-onurilor.

## Add-onuri și personalizare
Flight Simulator beneficiaza de o structură care permite utilizatorilor să modifice orice aspect al conținutului jocului. Tipurile de fisiere sunt de mai multe categorii, permițând editarea unor caracteristici specifice cu flexibilitate. Aeronavele jocului, de exemplu, sunt compuse din 5 părți:
- Modelul, un design 3D al avionului pe exterior și al carlingii virtuale.
- Texturile, imagini bitmap pe care jocul le aplică pe model. Acestea pot fi modificate cu ușurință (se mai numește și revopsire), așa că un model poate avea orice textură imaginabilă - ficțională sau reală.
- Sunetele, la propriu, arată cum sună avionul. Aceasta este determinată de setul de sunete WAV pe care avionul îl folosește.
- Panel-ul, o reprezentare 2D a carlingii aeronavei. Aceasta include una sau mai multe imagini bitmap al panoului de bord, instrumentelor de bord și uneori propriile sale sunete.
- FDE-ul sau Flight Dynamics Engine (Motor de dinamică de zbor). Acesta constă într-un fișier .air care conține sute de parametri care definesc caracteristicile aerodinamice ale unui aparat de zbor, și aircraft.cfg, care conține parametri mai ușor de modificat.

Aspecte individuale care pot fi editate includ amplasarea cockpitului, imaginea sa, modelul aeronavei, texturile modelului, caracteristicile de zbor, modelele de decor(scenery) și texturile acestora, deseori cu programe ușor de utilizat precum Notepad. Simmerii pasionați au profitat de avantajul oferit de Flight Simulator în privința vastelor capabilități add-on, legând cu succes Flight Simulator la controllere făcute acasă, unele apropiindu-se de complexitatea unor simulatoare comerciale profesionale.
Un număr de site-uri sunt dedicate add-onurilor de orice fel (cum ar fi aeronave de la linii aeriene reale, mașini utilitare pentru aeroport, clădiri reale localizate în orașe specifice, texturi, și fișiere cu orașe complete).
Marea disponibilitate a add-onurilor gratuite pentru simulator de pe internet a încurajat dezvoltarea unor comunități uriașe și diverse legate între ele prin forumuri, zbor multiplayer online și Linii aeriene virtuale. Prezența internetului a facilitat și distribuția add-onurilor comerciale (pay-ware) pentru simulator, cu opțiunea de a descărca fișierele, astfel reducând costurile de distribuție.
Multe add-onuri sunt payware. Producători precum Aerosoft, PMDG, Flight1, JustFlight, Captain Sim, LAGO, Project Magenta, Sim Flyers, Captain Keith, Phoenix Simulation Software (PSS) și Perfect Flight produce add-onuri de acest fel. Îmbunătățiri scenery, aeronave, pachete de sunete, utilitare și multe alte feluri de programe sunt disponibile sub acest fel de plată. Add-onurile payware uneori tind să dețină mai multe caracteristici decât cele freeware; caracteristici extensive nu sunt, oricum, limitate la pachetele payware, și câteva pachete freeware mai selecte sunt recunoscute ca oferind aceeași funcționalitate și calitate profesională ca și cele payware, dar fără nici un cost. Add-onurile airliner payware uneori oferă sisteme de simulare in-depth, cockpituri virtuale cu caracteristici walkaround (unde pilotul poate părăsi cockpitul aeronavei și să umble în jurul unor părți sau în îtreaga cabină), și panouri de comandă 2D realistice.

## Implicarea comunității
O mare comunitate există pentru franchiza Microsoft Flight Simulator, având tulpina de la natura deschisă a structurii simulatorului care permite numeroase modificări să fie făcute. De asemenea sunt multe linii aeriene virtuale, unde piloții își efectuează zborurile stabilite ca și piloții liniilor aeriene reale, la fel și rețelele internaționale de simulare a controlului aerian, precum IVAO și VATSIM.
Pentru o listă sumară de site-uri comunitare, vezi secțiunea Legături externe de mai jos.

## Trivia
Microsoft a eliminat cele două turnuri gemene din obiectele scenery ca rezultat al atacurilor din 11 septembrie 2001. Microsoft a lansat și un patch pentru a le elimina din Flight Simulator 2000.